# Bathyraja maccaini
Bathyraja maccaini — вид хрящевых рыб рода глубоководных скатов семейства Arhynchobatidae отряда скатообразных. Обитают в антарктических водах Атлантического океана между 68° ю. ш. и 60° ю. ш. Встречаются на глубине до 500 м. Их крупные, уплощённые грудные плавники образуют округлый диск со треугольным рылом. Максимальная зарегистрированная длина 120 см. Откладывают яйца. Не являются объектом целевого промысла. 

## Таксономия
Впервые вид был научно описан в 1971 году. Он назван в честь антарктического зоолога Джона С. МкКейна, который в 1967 году собрал материал для исследований. Голотип представляет собой самку длиной 29,5 см, с диском шириной 71,19 см, пойманную у Южных Шетлендских островов (61°11′ ю. ш. 56°04′ з. д.) на глубине 180—500 м. Паратипы: самки длиной 23,2—32,5 см с диском шириной 75,38—77,42 и самец длиной 30,4 см с диском шириной 68,09 см, пойманные там же.    

## Ареал
Эти скаты обитают в антарктических водах Атлантики: включая Оркнейские и Южные Шетлендские острова, море Уэдделла и море Росса. Встречаются на прибрежном шельфе на глубине от 167 до 500 м.

## Описание
Широкие и плоские грудные плавники этих скатов образуют ромбический диск с широким треугольным рылом и закруглёнными краями.  На вентральной стороне диска расположены 5 жаберных щелей, ноздри и рот. Хвост длиннее диска. На хвосте имеются латеральные складки. У этих скатов 2 редуцированных спинных плавника и редуцированный хвостовой плавник.     
Максимальная зарегистрированная длина 120 см. 

## Биология
Эмбрионы питаются исключительно желтком.  Эти скаты откладывают яйца, заключённые в роговую капсулу с твёрдыми «рожками» на концах длиной 15,66 см и шириной 8 см.

## Взаимодействие с человеком
Эти скаты не являются объектом целевого лова. Регулярно попадаются в качестве прилова при промысле белокровок, нототений и патагонского клыкача.Международный союз охраны природы присвоил этому виду  охранный статус  «Вызывающий наименьшие опасения».